# Блейк, Джеймс
Джеймс Райли Блейк (англ. James Riley Blake; родился 28 декабря 1979 года в Йонкерсе, Нью-Йорк, США) — американский теннисист; финалист одного Итогового турнира ATP в одиночном разряде; бывшая четвёртая ракетка мира в одиночном разряде; полуфиналист одного турнира Большого шлема в парном разряде (Уимблдон-2009); полуфиналист Олимпийского турнира (2008) в одиночном разряде; победитель 17 турниров ATP (10 — в одиночном разряде); обладатель Кубка Дэвиса (2007) и двукратный обладатель Кубка Хопмана (2003-04) в составе национальной сборной США.

## Общая информация
Начал играть в теннис в возрасте пяти лет вместе со старшим братом Томасом, который также был профессиональным теннисистом (старше на три года, высший рейтинг № 141 в ноябре 2002 года, а лучшая победа — над тогда ещё никому не известным игроком топ-100 Давидом Феррером в Токио 2002 года). Их отец афроамериканец Томас Рейнольдс Блейк скончался в 2004 году, мать Бетти воспитывалась в Англии. Также у Джеймса есть три сводных брата и одна сводная сестра.
В юности жил и учился в Фэрфилде. В 13 лет у Джеймса обнаружили сколиоз, и ему пришлось носить оздоровительный корсет 18 часов в сутки. Несмотря на это, Блэйк продолжил заниматься теннисом. Школа, в которой он учился вместе с будущим обладателем «Грэмми» Джоном Клейтоном Мейером (лучший мужской поп-вокал, 2003) и гольфистом Джей Джеем Генри, с 2006 года была переименована в честь Джеймса Блейка.
Два сезона американец учился и выступал за университет Гарварда и являлся первым номером в рейтинге студентов-теннисистов. В профессионалы он подался с июня 1999 года. Джеймс был моделью агентства IMG Models. Из других видов спорта он любит гольф, бейсбол и баскетбол.
Свои самые сложные битвы Джеймс провел не на теннисном корте. В результате несчастного случая на теннисном корте в 2004 году игрок из Нью-Йорка повредил себе шею (поскользнулся на мяче и ударился об столб). Когда он уже шёл на поправку, его отец — именно он вдохновлял Джеймса на успехи в его теннисной карьере — умер от рака желудка (июль 2004). Вскоре судьба преподнесла Джеймсу ещё один удар — он подхватил редкое вирусное заболевание(опоясывающий лишай) — половина его лица оказалась парализована, и его теннисная карьера, которая уже и так была под угрозой, могла завершиться преждевременно.
Несмотря на все эти невзгоды, Джеймс продемонстрировал свою стойкость, решимость и желание продолжить свою профессиональную карьеру. Позднее, он написал книгу о том, как справился с этими несчастьями — «Breaking Back: How I lost everything and won my life back», которая была очень популярна и попала в список бестселлеров 2007 года по версии газеты New York Times (15-е место).
Наиболее успешно выступал на кортах с покрытием хард.

## Спортивная карьера

### Начало карьеры
Джеймс получил формальный профессиональный статус в 1999 году, однако уже за год до этого он впервые сыграл на соревнованиях основного тура ATP — на турнире в Ньюпорте, где в первом раунде он проиграл Джеффу Таранго 7-6(5), 4-6, 5-7. Уже в следующем 1999 года он смог на этом же турнире выиграть первый матч в туре, обыграв Маливая Вашингтона. За тот сезон Блейку удалось выиграть на четырёх турнирах серии «фьючерс». Также он дебютировал в основных соревнованиях турнира из серии Большого шлема Открытом чемпионате США. В сентябре 2000 года в Хьюстоне побеждает на первом турнире из серии «челленджер». В ноябре того же года в Калифорнии побеждает на втором «челленджере».
В 2001 году впервые в Ньюпорте впервые вышел в полуфинал турнира ATP. В августе того же года на турнире серии Мастерс в Цинциннати в матче второго раунда обыграл № 11 на тот момент в мире Арно Клемана 7-5, 6-4 и выйти в третий раунд, где уступил № 4 Патрику Рафтеру. Это позволило Джеймсу впервые войти в первую сотню в мировом рейтинге. На Открытом чемпионате США 2001 года вышел во второй раунд где в пяти сетах уступил будущему победителю турнира Ллейтону Хьюитту (4-6, 6-3, 6-2, 3-6, 0-6). Следующий раз он встретился с Хьюиттом в полуфинале турнира в Токио, но вновь уступил. В конце сезона выиграл «челленджер» в Ноксвиллне.

### 2002—2004
В январе 2002 года дебютирует на Открытом чемпионате Австралии (второй раунд) и выигрывает «челленджер» в Вайколоа. В феврале на турнире в Мемфисе впервые выходит в финал соревнований ATP. В четвертьфинале того турнира он смог также в первый раз обыграть теннисиста из топ-10 Томми Хааса (№ 5) 6-3, 6-1. В финале Блейк не смог обыграть Энди Роддика (4-6, 6-3, 5-7). На турнирах в Сан-Хосе, Хьюстоне и Мастерсе в Риме. На дебютных Открытом чемпионате Франции и на Уимблдонском турнире выходит во второй раунд.
В июле во второй раз в сезоне выходит в финал турнира ATP. Произошло это на травяном турнире в Ньюпорте, где в финале он уже выступал в ранге фаворита, но не смог обыграть № 96 Тейлора Дента 1-6, 6-4, 4-6. В августе 2002 года вместе с американцем Тоддом Мартином на турнире Мастерс в Цинциннати выиграл парный титул ATP. Это победа стало единственной за карьеру для Блейка на турнирах серии Мастерс. Наконец-то завоевать первый одиночный титул ATP ему удается в августе на турнире в Вашингтоне. На пути к нему он сумел обыграть таких известных теннисистов как Гильермо Кориа, Алекс Корретха и Андре Агасси. В финале Блейк переиграл Парадорна Шричапана 1-6, 7-6(5), 6-4. На Открытом чемпионате США в матче третьего раунда он встретился с № 1 в мировом рейтинге Ллейтоном Хьюиттом и проиграл в пяти сетах 7-6(5), 3-6, 4-6, 6-3, 3-6. В концовке сезона лишь один раз вышел в четвертьфинал на турнире в Вене.
На Открытом чемпионате Австралии 2003 года впервые достигает четвёртого раунда. В феврале в Сан-Хосе выходит в полуфинал, а также выигрывает парный титул (с Марди Фишом). В марте достигает четвертьфинала в Скоттсдейле и на Мастерсе в Индиан-Уэллсе. В Скоттсдейле он смог выиграть парный титул в паре с Марком Мерклейном. В апреле вышел в четвертьфинал в Хьюстоне и выиграл там же парные соревнования совместно с Марди Фишем. Ещё один парный титул он выигрывает в мае на грунтовом турнире в Мюнхене вместе с Марком Мерклейном. В июле у Блейка тот же результат на турнире в Вашингтоне. В августе он выходит в финал турнира Лонг-Айленде, но проигрывает Парадорну Шричапану 2-6, 4-6.
На Открытом чемпионате Австралии 2004 года Блейку удается дойти до четвёртого раунда. В марте он попадает в четвертьфинал в Скоттсдейле и на Мастерсе в Индиан-Уэллсе. В апреле вышел в четвертьфинал в Хьюстоне. В мае во время тренировки на Мастерсе в Риме получил тяжелую травму и сломал себе шейный позвонок. Вернулся он на корт в июле на турнире в Ньюпорте, но тогда же у него случилась личная трагедия — смерть отца, а затем вирусное заболевание(опоясывающий лишай). Полноценно вернутся ему удается лишь в 2005 году.

### 2005—2006

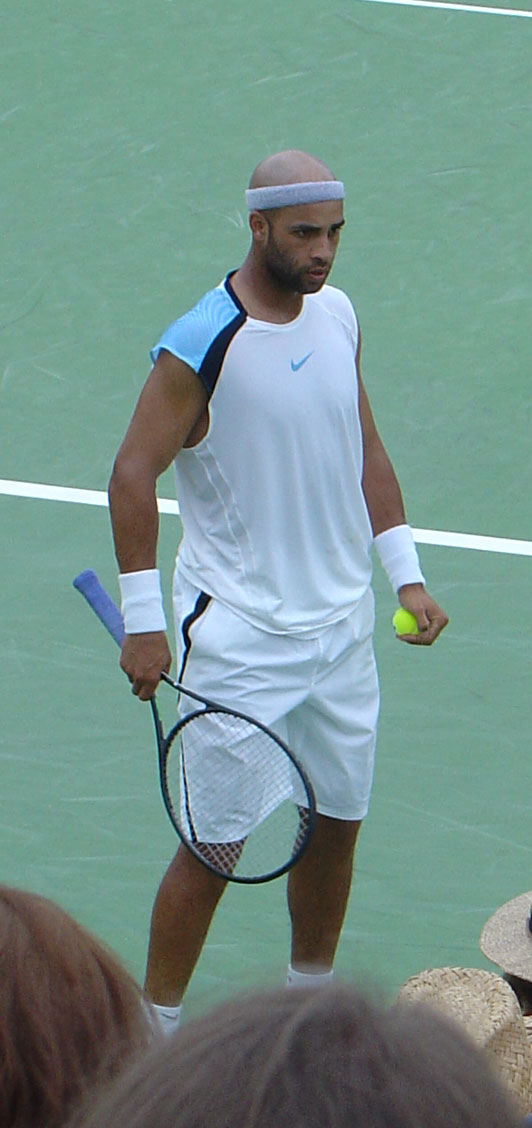
Джеймс Блейк на Открытом чемпионате США 2006 года

На Открытом чемпионате Австралии в одиночном разряде Джеймсу не повезло со жребием, и во втором раунде он проиграл неудобному Ллейтону Хьюитту, зато вместе с Марди Фишем вышел в четвертьфинал мужских парных соревнований. В феврале 2005 года выходит в четвертьфинал в Скоттсдейле, а в апреле в Хьюстоне. В мае сыграл на двух турнирах серии «челленджер» на которых сумел победить. В августе ему удается выйти в финал турнира в Вашингтоне, где проиграл Энди Роддику 5-7, 3-6. В конце августа выигрывает второй в карьере одиночный титул ATP на турнире в Нью-Хейвене. В финале он обыграл испанца Фелисиано Лопеса 3-6, 7-5, 6-1. На Открытом чемпионате США Блейку в матче третьего раунда удается обыграть № 2 мирового рейтинга Рафаэля Надаля 6-4, 4-6, 6-3, 6-1. В итоге ему впервые удается выйти в четвертьфинал турнира из серии Большого шлема. В четвертьфинале в упорной борьбе он проиграл Андре Агасси 6-3, 6-3, 3-6, 3-6, 6-7(6). В октябре ему удалось выиграть титул на турнире в Стокгольме. В третий раз его соперником в финале стал Парадорн Шричапан, до этого момента их счёт по финалам был 1-1. Благодаря победе 6-1, 7-6(6) Блейк вырвался вперед в этом противостоянии. Сезон он завершил на 25-м месте в рейтинге.
Самым успешным в карьере для Блейка становится 2006 год. Уже в начале сезона он победил на турнире в Сиднее. В полуфинале он переиграл № 6 Николая Давыденко, а в финале другого россиянина Игоря Андреева 6-2, 3-6, 7-6(3). В начале марта выиграл свой пятый одиночный титул ATP на турнире в Лас-Вегасе, впервые в карьере обыграв в финале Ллейтона Хьюитта 7-5, 2-6, 6-3. Великолепным образом Блейку удалось выступить на турнире серии Мастерс в Индиан-Уэллсе, где он смог выйти в финал и переиграть по пути к нему Рафаэля Надаля. Отпраздновать первый успех на турнирах Мастерс ему не позволил № 1 Роджер Федерер 5-7, 3-6, 0-6. После турнира Блейк впервые поднялся в рейтинге в первую десятку, заняв 9-е место.
На следующем Мастерсе в Майами Блейк встретился с Федерером уже в четвертьфинале и вновь проиграл 6-7(2), 4-6. В грунтовой части сезона Блейк выдающихся результатов не показывал. В июне смог выйти в финал турнира на траве в Лондон, выиграв в полуфинале Энди Роддика (№ 5) 7-5, 6-4. В финале он проиграл Ллейтону Хьюитту 4-6, 4-6. В июле ему удается выиграть турнир в Индианаполисе. В финал он вновь выиграл у своего соотечественника Энди Роддика (4-6, 6-4, 7-6(5)). На Открытом чемпионате США Блейк доходит до четвертьфинал, где ему встретился Роджер Федерер. Блейк вновь не смог переиграть швейцарца и проиграл с общим счётом 6-7(7), 0-6, 7-6(9), 4-6.
Осенью одержал победу на двух турнирах подряд. Сначала в Бангкоке, где в финале обыграл № 3 Ивана Любичича 6-3, 6-1, а затем ему удается защитить титул в Стокгольме. В финале был переигран Яркко Ниеминен 6-4, 6-2. В конце года отобрался по рейтингу на Итоговый турнир ATP. На групповом этапе Блейк одержал две победы
Над Рафаэлем Надалем 6-4, 7-6(0) и Николаем Давыденко 2-6, 6-4, 7-5. Это позволило ему выйти в полуфинал, где Блейк обыграл Давида Налбандяна 6-4, 6-1. Выиграть столь престижный турнир ему не позволил Роджер Федерер, который обыграл американца 0-6, 3-6, 4-6. По итогам сезона Блейк занял самое высокое в своей карьере место в рейтинге 4-е.

### 2007—2008

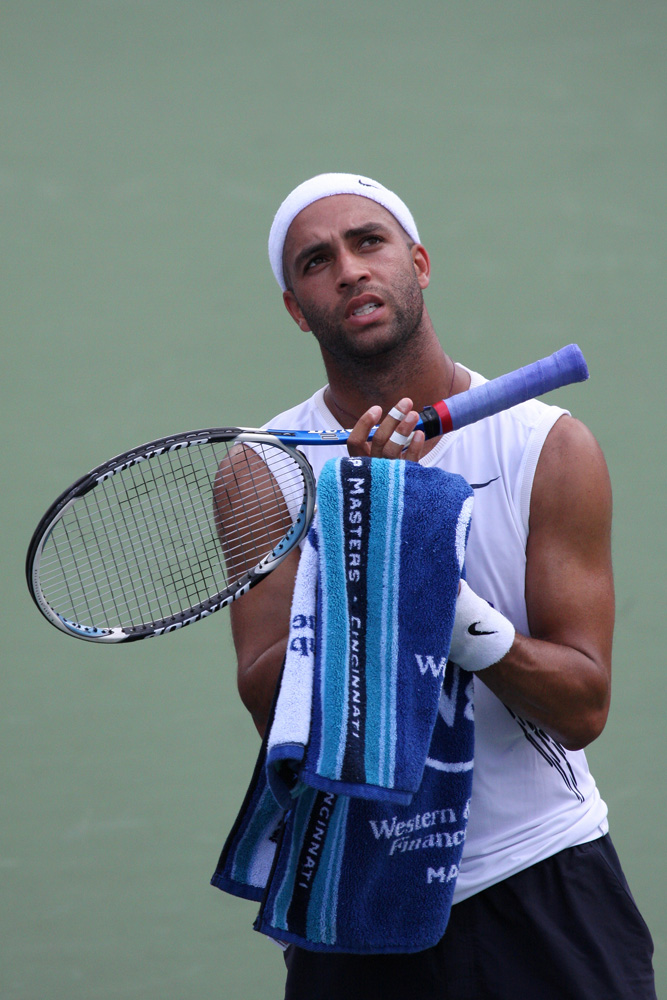
На Мастерсе в Цинциннати 2008 года

Свой сезон 2007 года Блейк начинает с победы на турнире в Сиднее. Здесь он побеждает второй год подряд. В финале Джеймс переиграл испанца Карлоса Мойю 6-3, 5-7, 6-1. На Открытом чемпионате Австралии доходит до четвёртого раунда, где уступает будущему финалисту турнира Фернандо Гонсалесу 5-7, 4-6, 6-7(4). После выступлений в Австралии выходит в финал зального хардового турнира в Делрей-Бич. В финале он уступил Ксавье Малиссу 7-5, 4-6, 4-6. Из достижений грунтовой части сезона Блейк лишь один раз смог выйти в полуфинал турнира в Хьюстоне. В июне вышел в четвертьфинал турнира в Халле. На Уимблдонском турнире выбывает в третьем раунде.
В июле Блейку вновь удается оказаться в финале. На турнире в Лос-Анджелесе в решающем матче за титул он уступает Радеку Штепанеку 6-7(7), 7-5, 2-6. На турнире в Индианаполисе вышел в четвертьфинал. Весьма успешно Блейку удалось выступить на Мастерсе в Цинциннати. Во второй раз в карьере он сумел выйти в финал турнира серии Мастерс и второй раз его соперником по финалу стал Роджер Федерер у которого Блейк ещё не выигрывал. Не получилось и на этот раз американец уступил 1-6, 4-6. Набрав хорошую форму, Блейк затем выигрывает титул на турнире Нью-Хейвене, обыграв в финале Марди Фиша 7-5, 6-4. На Открытом чемпионате США ему пришлось завершить выступления на стадии четвёртого раунда после поражения в пяти сетах от Томми Хааса 6-4, 4-6, 6-3, 0-6, 6-7(4). В октябре выходит в полуфинал турнира в Стокгольме. В самом конце сезона становится обладателем Кубка Дэвиса в составе Сборной США. В своих двух матчах финального поединка против Сборной России Блейк одерживает две победы.
На Открытом чемпионате Австралии 2008 года Блейку впервые удалось выйти в четвертьфинал. Пройти дальше ему не дал Роджер Федерер (5-7, 6-7(5), 4-6). В феврале он второй год подряд выходит в финал турнира в Делрей-Бич и вновь уступает. На этот раз он проиграл ещё малоизвестному к тому времени японцу Кэю Нисикори 6-3, 1-6, 4-6. На Турнире в Сан-Хосе выходит в четвертьфинал. До четвертьфинальной стадии Блейк доходит на двух Мастерсах в Индиан-Уэллсе и Майами. Оба раза в борьбе за полуфинал он проигрывает Рафаэлю Надалю. В апреле выходит в финал на грунтовом турнире в Хьюстоне, но уступает Марселю Гранольерсу 4-6, 6-1, 5-7. До четвертьфинала он доходит на Мастерсе в Риме. В июне на травяном турнире в Халле вышел в полуфинал. В июле полуфинала он достигает на турнире в Индианаполисе. На Мастерсе в Торонто его результатом стал выход в четвертьфинал.
В августе принял участие в Олимпиаде в Пекине, которая стала для Джеймса первой. Посеянный под восьмым номером в одиночных соревнованиях Блейк остановился шаге от завоевания медалей, заняв 4-е место. В четвертьфинале Олимпийского теннисного турнира он одержал знаменательную победу, впервые в своей карьере обыграв Роджера Федерера 6-4, 7-6(2). До конца карьеры Блейка это победа так и останется единственной одержанной над Федерером из их 11 встреч. Медали Олимпиады Джеймсу не позволили завоевать Фернандо Гонсалес, обыгравший его в упорной борьбе в полуфинале 6-4, 5-7, 9-11 и Новак Джокович, победивший в матче за третье место 3-6, 6-7(4). На Открытом чемпионате США Блейк проиграл на стадии третьего раунда Марди Фишу. В октябре он выходит в четвертьфинал в Базеле. В конце сезона на Мастерсе в Париже выходит в полуфинал. В четвертьфинале того турнира он должен был вновь встретиться с Федерером, но швейцарец снялся с турнира и не вышел на матч. Второй раз Джеймс Блейк завершает год в первой десятке, заняв на этот раз 10-е место.

### 2009—2010

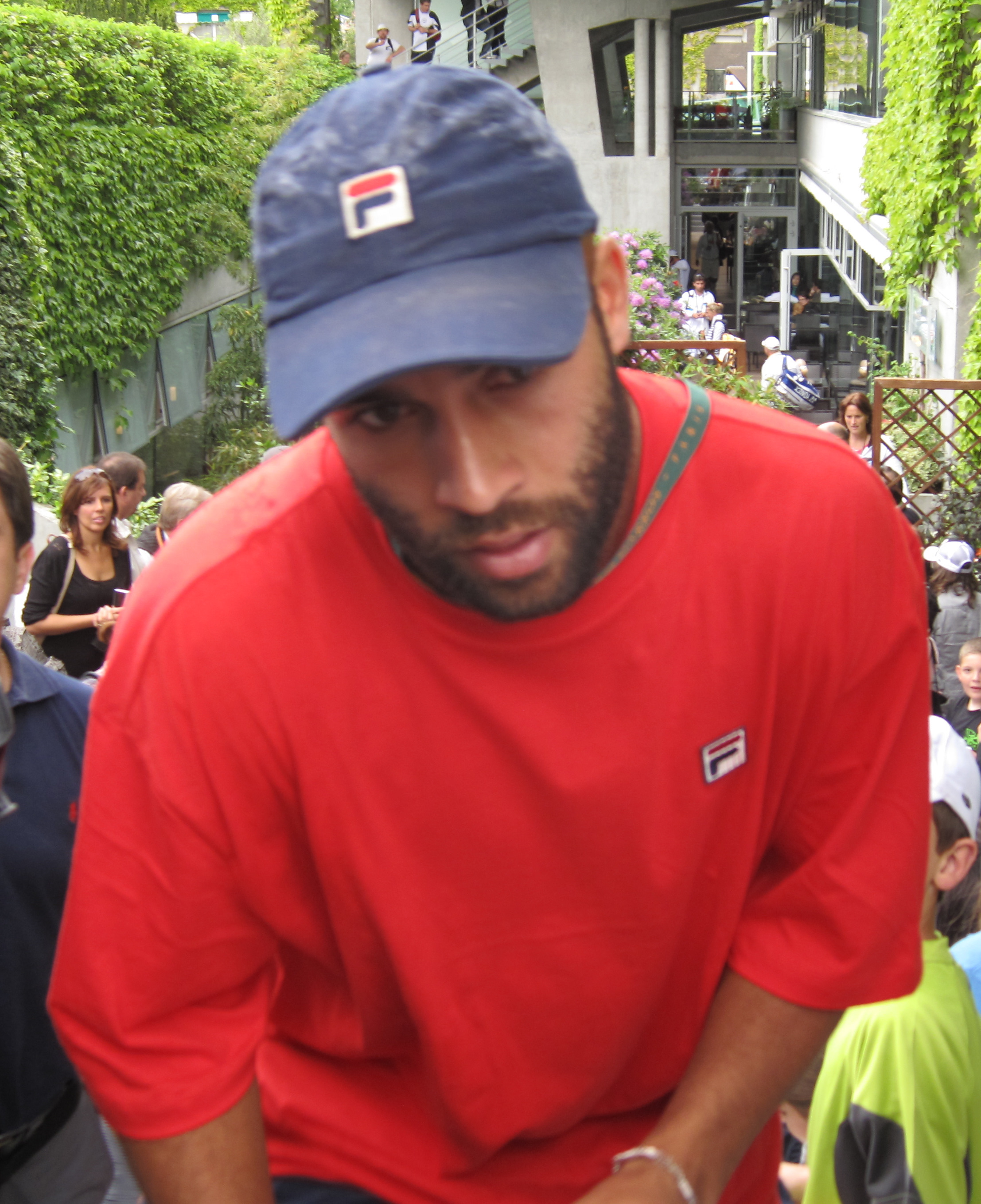
Блейк во время Открытом чемпионата Франции 2009 года

На Открытом чемпионате Австралии 2009 года выходит в четвёртый раунд, где уступает Жо-Вильфриду Тсонга. В феврале вышел в полуфинал турнира в Сан-Хосе. В мае ему удалось выйти в финал грунтового турнира в Эшториле. В полуфинале того турнира Блейку удалось обыграть Николая Давыденко 6-7(3), 7-6(2), 6-3, а в финале ему уже не хватило сил на поединок против Альберта Монтаньеса в трёх сетах при чём последний он проиграл в сухую 7-5, 6-7(6), 0-6. В июне Блейк выходит ещё в один финал, но теперь на траве. Произошло это на турнире в Лондоне, где в финале ему противостоял британец Энди Маррей, которому Блейк уступил 5-7, 4-6. На Уимблдонском турнире с Марди Фишем смог дойти до полуфинала в соревнованиях мужских пар. На Открытом чемпионате США выбывает на стадии третьего раунда. До конца сезона ему не удалось показать выдающихся достижений и по итогу он занял 44-е место.
Падение в результатов и рейтинга продолжилось и в 2010 году. В начале сезона ему удается выйти в четвертьфинал на турнире в Брисбене. На Открытом чемпионате Австралии в матче второго раунда против № 5 в мире Хуана Мартина дель Потро был близок от победа, но уступил в матче, который длился 4 часа 17 минут со счетом 4-6, 7-6(3), 7-5, 3-6, 8-10.
В феврале в Делрей-Бич выходит в четвертьфинал. 14 апреля 2014 года объявил, что из-за травмы колена будет вынужден пропустить грунтовую часть сезона и Открытый чемпионат Франции впервые с 2004 года. Возвращение на корт состоялось в июне, а первую победу после возвращения он смог одержат в июле на турнире в Лос-Анджелесе, где он вышел в четвертьфинал. На Открытом чемпионате США он проигрывает в третьем раунде Новаку Джоковичу. В октябре вышел в четвертьфинал в Стокгольме. Пропустив часть сезона и не показав выдающихся результатов, Блейк по итогам сезона покинул пределы первой сотни теннисистов в рейтинге ATP.

### 2011—2013

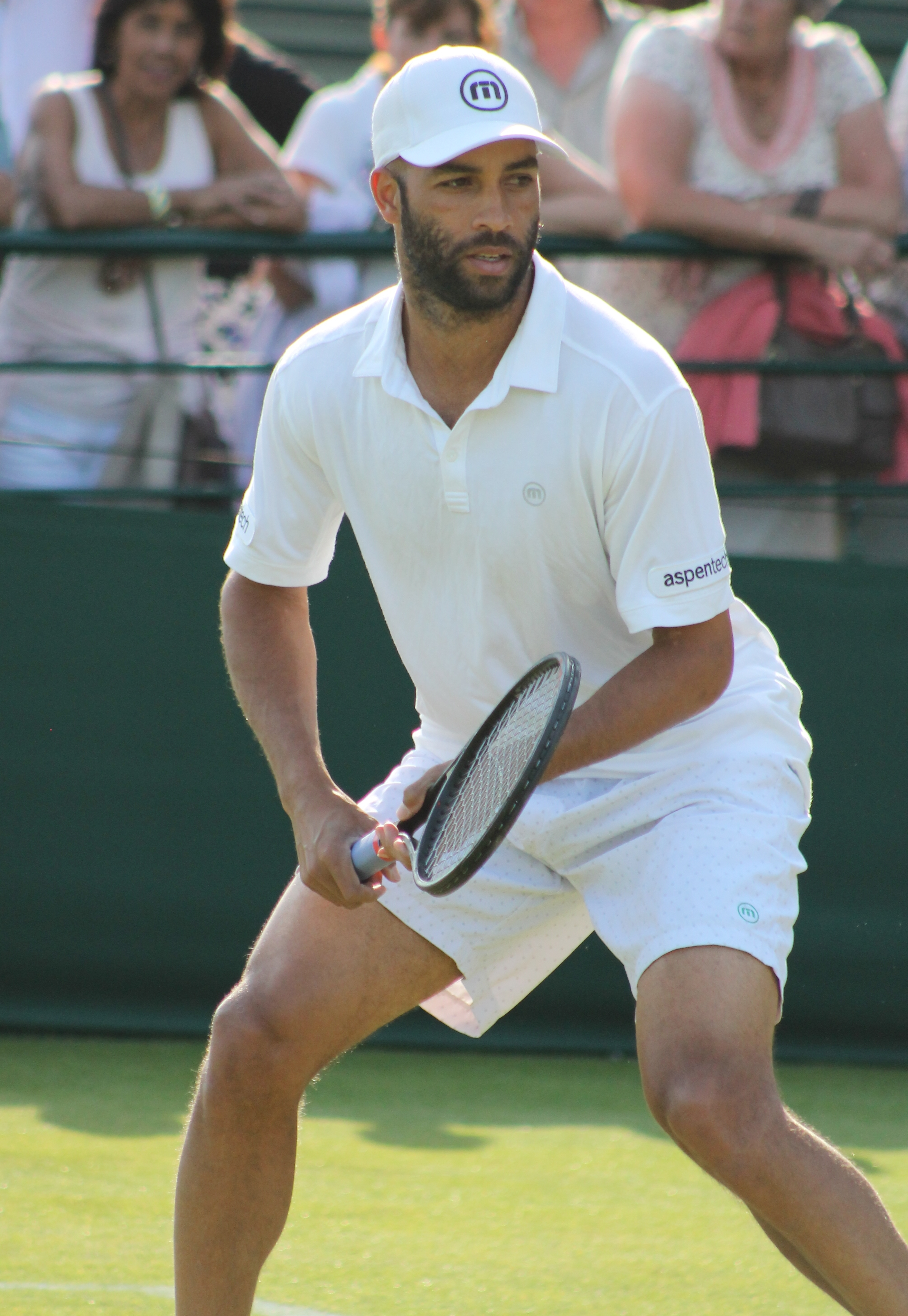
На Уимблдонском турнире 2013 года

В начале сезона 2011 года принял решение не выступать на Австралийском чемпионате. Первый турнир сыграл в феврале в Сан-Хосе. На турнирах ATP ему не удается преодолевать стадию первых раундов и в апреле он начинает выступать на турнирах более низкой серии «челленджер». Ему удается выиграть два из них. В апреле выиграл «челленджер» в Сарасоте, а в июне в Уиннетке. После этого смог вернуться в топ-100. До конца сезона лишь один раз в октябре на турнирах ATP смог выйти в полуфинал. произошло это на турнире в Стокгольме.
За весь сезон 2012 года лишь один раз вышел в четвертьфинал на турнире в Вашингтоне. На турнирах серии Большого шлема лучшим выступлением стал выход в третий раунд на Открытом чемпионате США. В апреле он выиграл парный турнир в Хьюстоне (с Сэмом Куэрри). В октябре ему удалось выиграть «челленджер» в Сакраменто.
В 2013 году, будучи 123-м в мире вынужден был принимать участие в квалификационном отборе, чтобы попасть на Открытый чемпионат Австралии, но не смог преодолеть стадию второго раунда квалификации и не принял участие в основном турнире. В начале марта на турнире в Делрей-Бич выигрывает свой последний титул на турнирах ATP. Произошло это в парных соревнованиях. Свою победу он одержал в паре с молодым соотечественником Джеком Соком. В июле ему один раз за сезон удалось выйти в четвертьфинал на турнире в Атланте. В итоге Блей принял решение о завершении карьеры и сообщил, что последним турниром для него станет Открытый чемпионат США. Свой последний матч он провел 29 августа 2013 года в первом раунде на чемпионате США против Иво Карловича. Эту игру Блейк провел в борьбе и проиграл в пяти сетах 7-6(2), 6-3, 4-6, 6-7(2), 6-7(2).

## Рейтинг на конец года
| Год  | Одиночный рейтинг | Парный рейтинг |
| 2013 | 153               | 58             |
| 2012 | 127               | 148            |
| 2011 | 59                |                |
| 2010 | 135               | 216            |
| 2009 | 44                | 57             |
| 2008 | 10                | 158            |
| 2007 | 13                | 195            |
| 2006 | 4                 | 106            |
| 2005 | 23                | 112            |
| 2004 | 97                | 81             |
| 2003 | 37                | 51             |
| 2002 | 28                | 45             |
| 2001 | 73                | 145            |
| 2000 | 212               | 161            |
| 1999 | 219               | 304            |
| 1998 | 682               | 1 276          |

По данным официального сайта ATP на последнюю неделю года.

## Выступления на турнирах

### Финалы итогового турнира ATP в одиночном разряде (1)

#### Поражения (1)
| №  | Год  | Турнир        | Покрытие   | Соперник в финале | Счет        |
| 1. | 2006 | Шанхай, Китай | Хард (зал) | Роджер Федерер    | 0-6 3-6 4-6 |

### Финалы турнировATPв одиночном разряде (24)

#### Победы (10)
| Легенда                              |
| ------------------------------------ |
| Турниры Большого шлема (0)           |
| Итоговый турнир ATP (0)              |
| Мастерс (0+1)*                       |
| ATP International Gold / АТР 500 (1) |
| ATP International / АТР 250 (9+6)    |

| Титулы по покрытиям | Титулы по месту проведения матчей турнира |
| ------------------- | ----------------------------------------- |
| Хард (10+4)*        | Зал (3+1)                                 |
| Грунт (0+3)         | Зал (3+1)                                 |
| Трава (0)           | Открытый воздух (7+6)                     |
| Ковёр (0)           | Открытый воздух (7+6)                     |

* количество побед в одиночном разряде + количество побед в парном разряде.
| №   | Дата            | Турнир                | Покрытие   | Соперник в финале | Счёт           |
| 1.  | 18 августа 2002 | Вашингтон, США        | Хард       | Парадорн Шричапан | 1-6 7-6(5) 6-4 |
| 2.  | 25 августа 2005 | Нью-Хейвен, США       | Хард       | Фелисиано Лопес   | 3-6 7-5 6-1    |
| 3.  | 16 октября 2005 | Стокгольм, Швеция     | Хард (зал) | Парадорн Шричапан | 6-1 7-6(6)     |
| 4.  | 14 января 2006  | Сидней, Австралия     | Хард       | Игорь Андреев     | 6-2 3-6 7-6(3) |
| 5.  | 5 марта 2006    | Лас-Вегас, США        | Хард       | Ллейтон Хьюитт    | 7-5 2-6 6-3    |
| 6.  | 23 июля 2006    | Индианаполис, США     | Хард       | Энди Роддик       | 4-6 6-4 7-6(5) |
| 7.  | 1 октября 2006  | Бангкок, Таиланд      | Хард (зал) | Иван Любичич      | 6-3 6-1        |
| 8.  | 15 октября 2006 | Стокгольм, Швеция (2) | Хард (зал) | Яркко Ниеминен    | 6-4 6-2        |
| 9.  | 13 января 2007  | Сидней, Австралия (2) | Хард       | Карлос Мойя       | 6-3 5-7 6-1    |
| 10. | 25 августа 2007 | Нью-Хейвен, США (2)   | Хард       | Марди Фиш         | 7-5 6-4        |

#### Поражения (14)
| №   | Дата            | Турнир                     | Покрытие   | Соперник в финале  | Счёт           |
| 1.  | 24 февраля 2002 | Мемфис, США                | Хард (зал) | Энди Роддик        | 4-6 6-3 5-7    |
| 2.  | 14 июля 2002    | Ньюпорт, США               | Трава      | Тейлор Дент        | 1-6 6-4 4-6    |
| 3.  | 24 августа 2003 | Лонг-Айленд, США           | Хард       | Парадорн Шричапан  | 2-6 4-6        |
| 4.  | 7 августа 2005  | Вашингтон, США             | Хард       | Энди Роддик        | 5-7 3-6        |
| 5.  | 19 марта 2006   | Индиан-Уэлс, США           | Хард       | Роджер Федерер     | 5-7 3-6 0-6    |
| 6.  | 18 июня 2006    | Лондон, Великобритания     | Трава      | Ллейтон Хьюитт     | 4-6 4-6        |
| 7.  | 19 ноября 2006  | Итоговый турнир            | Хард (зал) | Роджер Федерер     | 0-6 3-6 4-6    |
| 8.  | 4 февраля 2007  | Делрей-Бич, США            | Хард       | Ксавье Малисс      | 7-5 4-6 4-6    |
| 9.  | 22 июля 2007    | Лос-Анджелес, США          | Хард       | Радек Штепанек     | 6-7(7) 7-5 2-6 |
| 10. | 19 августа 2007 | Цинциннати, США            | Хард       | Роджер Федерер     | 1-6 4-6        |
| 11. | 17 февраля 2008 | Делрей-Бич, США (2)        | Хард       | Кэй Нисикори       | 6-3 1-6 4-6    |
| 12. | 20 апреля 2008  | Хьюстон, США               | Грунт      | Марсель Гранольерс | 4-6 6-1 5-7    |
| 13. | 10 мая 2009     | Оэйраш, Португалия         | Грунт      | Альберт Монтаньес  | 7-5 6-7(6) 0-6 |
| 14. | 14 июня 2009    | Лондон, Великобритания (2) | Трава      | Энди Маррей        | 5-7 4-6        |

### Финалы челленджеров и фьючерсов в одиночном разряде (17)

#### Победы (13)
| Условные обозначения |
| Челленджеры (9+2)*   |
| Фьючерсы (4)         |

| Титулы по покрытиям | Титулы по месту проведения матчей турнира |
| ------------------- | ----------------------------------------- |
| Хард (10+1)*        | Зал (3)                                   |
| Грунт (3+1)         | Зал (3)                                   |
| Трава (0)           | Открытый воздух (10+2)                    |
| Ковёр (0)           | Открытый воздух (10+2)                    |

* количество побед в одиночном разряде + количество побед в парном разряде.
| №   | Дата             | Турнир                 | Покрытие    | Соперник в финале | Счёт               |
| 1.  | 10 января 1999   | Алтамонте-Спрингс, США | Хард        | Ираклий Лабадзе   | 6-2 6-2            |
| 2.  | 27 июня 1999     | Монреаль, Канада       | Хард        | Пол Хенли         | 4-6 6-2 6-2        |
| 3.  | 21 ноября 1999   | Гринлиф, США           | Хард        | Симон Лароз       | 3-6 6-4 6-1        |
| 4.  | 28 ноября 1999   | Клируотер, США         | Хард        | Эрик Тайно        | 6-4 6-7(5) 7-6(5)  |
| 5.  | 24 сентября 2000 | Хьюстон, США           | Хард        | Мишель Кратохвил  | 7-6(5) 6-7(12) 6-3 |
| 6.  | 19 ноября 2000   | Ранчо-Мираж, США       | Хард        | Сесил Мамит       | 3-6 6-4 6-2        |
| 7.  | 18 ноября 2001   | Ноксвилл, США          | Хард (зал)  | Габриэль Трифу    | 6-4 6-4            |
| 8.  | 27 января 2002   | Ваиколоа-Виллидж, США  | Хард        | Мартин Веркерк    | 6-2 6-3            |
| 9.  | 7 мая 2005       | Туника-Ресортс, США    | Грунт (зал) | Брайан Бейкер     | 6-2 6-3            |
| 10. | 14 мая 2005      | Форест-Хилс, США       | Грунт (зал) | Душан Вемич       | 6-3 6-4            |
| 11. | 1 мая 2011       | Сарасота, США          | Грунт       | Алекс Богомолов   | 6-2 6-2            |
| 12. | 3 июля 2011      | Уиннетка, США          | Хард        | Бобби Рейнольдс   | 6-3 6-1            |
| 13. | 7 октября 2012   | Сакраменто, США        | Хард        | Миша Зверев       | 6-1 1-6 6-4        |

#### Поражения (4)
| №  | Дата            | Турнир                | Покрытие | Соперник в финале | Счёт           |
| 1. | 28 января 2001  | Ваиколоа-Виллидж, США | Хард     | Энди Роддик       | 6-1 3-6 1-6    |
| 2. | 13 мая 2001     | Бирмингем, США        | Грунт    | Ираклий Лабадзе   | 2-6 3-6        |
| 3. | 28 октября 2001 | Хьюстон, США          | Хард     | Винсент Спейди    | 2-6 7-6(3) 2-6 |
| 4. | 9 октября 2011  | Сакраменто, США       | Хард     | Иво Карлович      | 4-6 6-3 4-6    |

### Финалы турнировATPв парном разряде (10)

#### Победы (7)
| №  | Дата            | Турнир           | Покрытие   | Партнёр       | Соперники в финале              | Счёт              |
| 1. | 11 августа 2002 | Цинциннати, США  | Хард       | Тодд Мартин   | Махеш Бхупати Максим Мирный     | 7-5 6-3           |
| 2. | 9 марта 2003    | Скоттсдейл, США  | Хард       | Марк Мерклейн | Марк Филиппуссис Ллейтон Хьюитт | 6-4 6-7(2) 7-6(5) |
| 3. | 15 февраля 2004 | Сан-Хосе, США    | Хард (зал) | Марди Фиш     | Рик Лич Брайан Макфи            | 6-2 7-5           |
| 4. | 18 апреля 2004  | Хьюстон, США     | Грунт      | Марди Фиш     | Рик Лич Брайан Макфи            | 6-3 6-4           |
| 5. | 2 мая 2004      | Мюнхен, Германия | Грунт      | Марк Мерклейн | Ненад Зимонич Юлиан Ноул        | 6-2 6-4           |
| 6. | 14 апреля 2012  | Хьюстон, США (2) | Грунт      | Сэм Куэрри    | Доминик Инглот Трет Конрад Хьюи | 7-6(14) 6-4       |
| 7. | 3 марта 2013    | Делрей-Бич, США  | Хард       | Джек Сок      | Максим Мирный Хория Текэу       | 6-4 6-4           |

#### Поражения (3)
| №  | Дата            | Турнир            | Покрытие   | Партнёр    | Соперники в финале        | Счёт           |
| 1. | 26 февраля 2006 | Мемфис, США       | Хард (зал) | Марди Фиш  | Иво Карлович Крис Хаггард | 6-0 5-7 [5-10] |
| 2. | 28 октября 2007 | Базель, Швейцария | Хард (зал) | Марк Ноулз | Боб Брайан Майк Брайан    | 1-6 1-6        |
| 3. | 24 февраля 2013 | Мемфис, США (2)   | Хард (зал) | Джек Сок   | Боб Брайан Майк Брайан    | 1-6 2-6        |

### Финалы челленджеров и фьючерсов в парном разряде (7)

#### Победы (2)
| №  | Дата         | Турнир         | Покрытие | Партнёр       | Соперники в финале              | Счёт           |
| 1. | 25 июля 1999 | Уиннетка, США  | Хард     | Томас Блейк   | Максим Мирный Александр Райхель | 6-4 6-7(7) 6-3 |
| 2. | 13 мая 2001  | Бирмингем, США | Грунт    | Марк Мерклейн | Рамон Дельгадо Игнасио Иригойен | 7-5 6-1        |

#### Поражения (5)
| №  | Дата             | Турнир                | Покрытие | Партнёр           | Соперники в финале             | Счёт        |
| 1. | 10 октября 1999  | Талса, США            | Хард     | Томас Блейк       | Джефф Кутзе Алехандро Эрнандес | 2-6 1-6     |
| 2. | 30 января 2000   | Ваиколоа-Виллидж, США | Хард     | Сесил Мамит       | Джим Грабб Ричи Ренеберг       | 2-6 6-2 4-6 |
| 3. | 4 июня 2000      | Тампа, США            | Грунт    | Митти Арнольд     | Энрике Абароа Маурисио Адад    | 1-6 6-7(2)  |
| 4. | 24 сентября 2000 | Хьюстон, США          | Хард     | Кевин Ким         | Маркос Ондруска Брент Хэйгарт  | 4-6 2-6     |
| 5. | 27 января 2002   | Ваиколоа-Виллидж, США | Хард     | Джастин Гимелстоб | Гленн Вайнер Габриэль Трифу    | 4-6 6-4 4-6 |

### Финалы командных турниров (3)

#### Победы (3)
| №  | Год  | Турнир            | Команда                                        | Соперник в финале                                      | Счёт |
| 1. | 2003 | Кубок Хопмана     | США · С.Уильямс, Дж. Блейк                     | Австралия · А.Молик, Л.Хьюитт                          | 3-0  |
| 2. | 2004 | Кубок Хопмана (2) | США · Л.Дэвенпорт, Дж. Блейк                   | Словакия · Д.Гантухова, К.Кучера                       | 2-1  |
| 3. | 2007 | Кубок Дэвиса      | США Дж. Блейк, Б. Брайан, М. Брайан, Э. Роддик | Россия И. Андреев, Н. Давыденко, Д. Турсунов, М. Южный | 4-1  |

## История выступлений на турнирах
| Турнир                       | 1997          | 1998          | 1999          | 2000          | 2001          | 2002          | 2003          | 2004          | 2005          | 2006          | 2007          | 2008          | 2009                    | 2010                    | 2011                    | 2012                    | 2013                    | Итог   | В/П за карьеру |
| ---------------------------- | ------------- | ------------- | ------------- | ------------- | ------------- | ------------- | ------------- | ------------- | ------------- | ------------- | ------------- | ------------- | ----------------------- | ----------------------- | ----------------------- | ----------------------- | ----------------------- | ------ | -------------- |
| Турниры Большого шлема       |               |               |               |               |               |               |               |               |               |               |               |               |                         |                         |                         |                         |                         |        |                |
| Открытый чемпионат Австралии | -             | -             | -             | К             | К             | 2P            | 4P            | 4P            | 2P            | 3P            | 4P            | 1/4           | 4Р                      | 2Р                      | -                       | -                       | К                       | 0 / 9  | 21-9           |
| Открытый чемпионат Франции   | -             | -             | -             | -             | К             | 2P            | 2P            | -             | 2Р            | 3Р            | 1Р            | 2Р            | 1Р                      | -                       | -                       | 1P                      | 1P                      | 0 / 9  | 6-9            |
| Уимблдонский турнир          | -             | -             | -             | К             | К             | 2P            | 2P            | -             | 1P            | 3P            | 3P            | 2P            | 1P                      | 1P                      | 1P                      | 1P                      | 2P                      | 0 / 11 | 8-11           |
| Открытый чемпионат США       | К             | К             | 1P            | К             | 2P            | 3P            | 3P            | -             | 1/4           | 1/4           | 4P            | 3P            | 3P                      | 3P                      | 2P                      | 3P                      | 1P                      | 0 / 13 | 25-13          |
| Итог                         | 0 / 0         | 0 / 0         | 0 / 1         | 0 / 0         | 0 / 1         | 0 / 4         | 0 / 4         | 0 / 1         | 0 / 4         | 0 / 4         | 0 / 4         | 0 / 4         | 0 / 4                   | 0 / 3                   | 0 / 2                   | 0 / 3                   | 0 / 3                   | 0 / 42 |                |
| В/П в сезоне                 | 0-0           | 0-0           | 0-1           | 0-0           | 1-1           | 5-4           | 7-4           | 3-1           | 6-4           | 10-4          | 8-4           | 8-4           | 5-4                     | 3-3                     | 1-2                     | 2-3                     | 2-3                     |        | 61-42          |
| Итоговые турниры             |               |               |               |               |               |               |               |               |               |               |               |               |                         |                         |                         |                         |                         |        |                |
| Итоговый турнир ATP          | -             | -             | -             | -             | -             | -             | -             | -             | -             | Ф             | -             | -             | -                       | -                       | -                       | -                       | -                       | 0 / 1  | 3-2            |
| Олимпийские игры             |               |               |               |               |               |               |               |               |               |               |               |               |                         |                         |                         |                         |                         |        |                |
| Летняя олимпиада             | Не проводился | Не проводился | Не проводился | -             | Не проводился | Не проводился | Не проводился | -             | Не проводился | Не проводился | Не проводился | IV            | Не проводился           | Не проводился           | Не проводился           | -                       | НП                      | 0 / 1  | 4-2            |
| Турниры Мастерс              |               |               |               |               |               |               |               |               |               |               |               |               |                         |                         |                         |                         |                         |        |                |
| Индиан-Уэллc                 | -             | -             | -             | 1Р            | К             | 1Р            | 1/4           | 1/4           | 3Р            | Ф             | 3Р            | 1/4           | 3Р                      | 3Р                      | 2Р                      | -                       | 2Р                      | 0 / 12 | 23-12          |
| Майами                       | -             | -             | -             | К             | К             | 4Р            | 3Р            | 1Р            | 2Р            | 1/4           | 2Р            | 1/4           | 3Р                      | 2Р                      | 3Р                      | 1Р                      | 3Р                      | 0 / 12 | 17-12          |
| Монте-Карло                  | -             | -             | -             | -             | -             | 1Р            | 2Р            | -             | -             | -             | -             | -             | -                       | -                       | -                       | -                       | -                       | 0 / 2  | 1-2            |
| Штутгарт/Мадрид              | -             | -             | -             | -             | -             | 1Р            | 1Р            | -             | -             | 2Р            | 2Р            | 2Р            | 3Р                      | -                       | -                       | -                       | -                       | 0 / 6  | 2-6            |
| Рим                          | -             | -             | -             | -             | -             | 1/4           | 1Р            | 1Р            | -             | 1Р            | 2Р            | 1/4           | 1Р                      | -                       | -                       | -                       | -                       | 0 / 7  | 6-7            |
| Торонто/Монреаль             | -             | -             | -             | -             | -             | 2Р            | 2Р            | -             | -             | 2Р            | 2Р            | 1/4           | -                       | -                       | -                       | -                       | -                       | 0 / 5  | 6-4            |
| Цинциннати                   | -             | -             | -             | -             | 3Р            | 2Р            | 3Р            | -             | 1Р            | 2Р            | Ф             | 3Р            | 1Р                      | 1Р                      | 3Р                      | 2Р                      | 2Р                      | 0 / 12 | 16-12          |
| Шанхай                       | Не проводился | Не проводился | Не проводился | Не проводился | Не проводился | Не проводился | Не проводился | Не проводился | Не проводился | Не проводился | Не проводился | Не проводился | 2Р                      | -                       | -                       | -                       | -                       | 0 / 1  | 1-1            |
| Париж                        | -             | -             | -             | -             | -             | 2Р            | 2Р            | -             | 2Р            | 3Р            | 3Р            | 1/2           | 2Р                      | -                       | -                       | -                       | -                       | 0 / 7  | 8-7            |
| Гамбург                      | -             | -             | -             | -             | -             | 1Р            | 1Р            | -             | -             | 3Р            | 3Р            | 2Р            | Не турнир серии Мастерс | Не турнир серии Мастерс | Не турнир серии Мастерс | Не турнир серии Мастерс | Не турнир серии Мастерс | 0 / 5  | 3-5            |
| Статистика за карьеру        |               |               |               |               |               |               |               |               |               |               |               |               |                         |                         |                         |                         |                         |        |                |
| Проведено финалов            | 0             | 0             | 0             | 0             | 0             | 3             | 1             | 0             | 3             | 8             | 5             | 2             | 2                       | 0                       | 0                       | 0                       | 0                       | 24     |                |
| Выиграно турниров АТП        | 0             | 0             | 0             | 0             | 0             | 1             | 0             | 0             | 2             | 5             | 2             | 0             | 0                       | 0                       | 0                       | 0                       | 0                       | 10     |                |
| В/П: всего                   | 0-0           | 0-1           | 1-4           | 0-4           | 13-9          | 36-24         | 32-26         | 15-13         | 35-21         | 59-25         | 54-24         | 47-24         | 24-21                   | 15-17                   | 18-16                   | 8-13                    | 9-14                    |        | 366-256        |
| Σ % побед                    | 0 %           | 0 %           | 20 %          | 0 %           | 59 %          | 60 %          | 55 %          | 54 %          | 63 %          | 70 %          | 69 %          | 66 %          | 53 %                    | 47 %                    | 53 %                    | 38 %                    | 39 %                    |        | 59 %           |